# Erebia maracandica
Erebia maracandica är en fjärilsart som beskrevs av Nicolas Grigorevich Erschoff 1874. Erebia maracandica ingår i släktet Erebia och familjen praktfjärilar. Inga underarter finns listade i Catalogue of Life.